# تربک
تربک (به لاتین: Třeboc) یک سکونتگاه مسکونی در جمهوری چک است که در Rakovník District واقع شده‌است.